# Cryptodrassus
Genre
Cryptodrassus est un genre d'araignées aranéomorphes de la famille des Gnaphosidae.

## Distribution
Les espèces de ce genre se rencontrent en Europe, en Afrique du Nord, au Moyen-Orient, en Asie du Sud et en Chine.

## Liste des espèces
Selon World Spider Catalog (version 25.5, 26/01/2025) :
- Cryptodrassus beijing Lin & Li, 2022
- Cryptodrassus creticus Chatzaki, 2002
- Cryptodrassus helvoloides (Levy, 1998)
- Cryptodrassus helvolus (O. Pickard-Cambridge, 1872)
- Cryptodrassus hungaricus (Balogh, 1935)
- Cryptodrassus iranicus Zamani, Chatzaki, Esyunin & Marusik, 2021
- Cryptodrassus khajuriai (Tikader & Gajbe, 1976)
- Cryptodrassus liyanicus Zamani & Marusik, 2024
- Cryptodrassus mahabalei (Tikader, 1982)
- Cryptodrassus michaeli Barrientos, 2024
- Cryptodrassus platnicki (Gajbe, 1987)
- Cryptodrassus ratnagiriensis (Tikader & Gajbe, 1976)

## Systématique et taxinomie
Ce genre a été décrit par Miller en 1943.

## Publication originale
- Miller, 1943 : « Neue Spinnen aus der Serpentinsteppe bei Mohelno in Mähren. » Entomologické Listy, vol. 6, p. 11-29.